# Pappenheim-Färbung

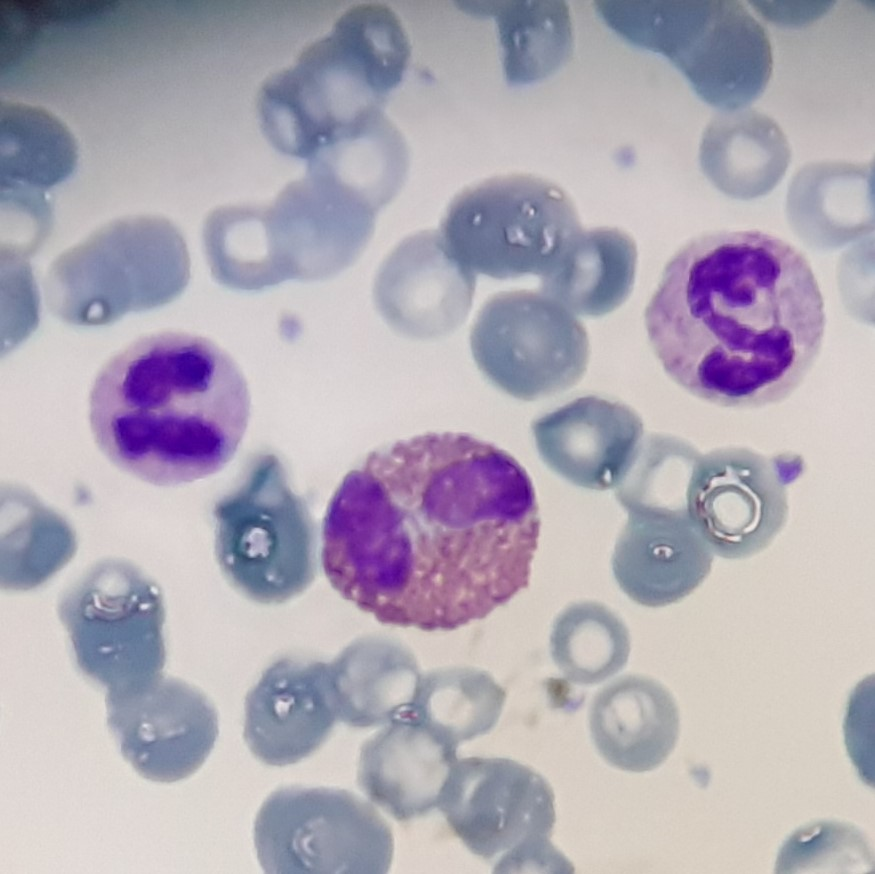
Vergrößerung aus einem Blutausstrich nach Pappenheim-Färbung. Mittig ein Eosinophiler, links und rechts oberhalb je ein Neutrophiler, dazu zahlreiche Erythrozyten.

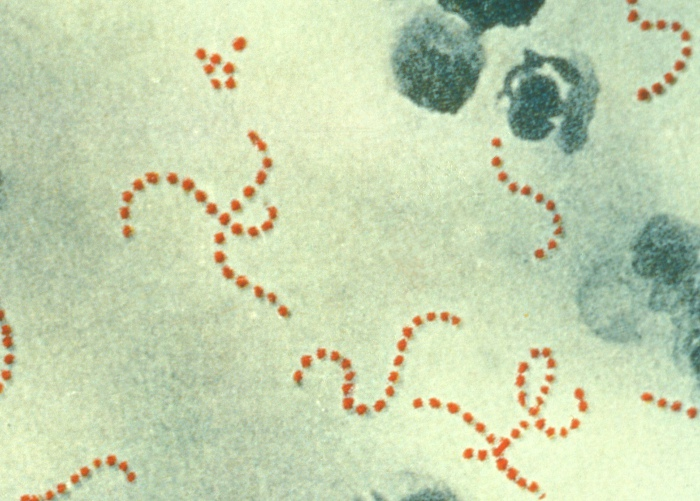
Streptococcus pyogenes (Pappenheim-Färbung)

Bei der Panoptischen Färbung nach Pappenheim (benannt nach Artur Pappenheim, 1870–1916) werden luftgetrocknete Blutausstriche nacheinander mit zwei Farblösungen behandelt. Diese Lösungen enthalten unter anderem Stabilisatoren (Glycerin), Fixiermittel (Methanol), saure und basische Farbstoffe. Die Pappenheim-Färbung verwendet nacheinander die May-Grünwald-Färbung und die Giemsa-Färbung.
Die May-Grünwald-Lösung enthält den basischen Farbstoff Methylenblau und den sauren Farbstoff Eosin. Die Giemsa-Lösung enthält diese beiden Farbstoffe ebenfalls und zusätzlich die basischen Farbstoffe Azur A und Azur B. Die basischen Farbstoffe bilden in wässriger Lösung Ionen mit positiver Ladung und färben Zellbestandteile, die negative Ladung tragen („basophil“), bläulich-violett an. Eosin hat in wässriger Lösung negative Ladung und färbt Eiweißstrukturen mit positiver Ladung („eosinophil“). Sogenannte neutrophile Substanzen lassen sich sowohl mit basischen als auch mit sauren Farbstoffen anfärben. Bei der Pappenheimfärbung handelt es sich um eine panoptische/panchromatische Färbung, da basophile, neutrophile und eosinophile Strukturen dargestellt werden.
Eine Alternative zur Pappenheim-Färbung ist die May-Grünwald-Färbung und die Wright-Färbung. Die schnellere Wright-Färbung ist im englischen Sprachraum verbreiteter, während in Europa die Pappenheim-Färbung und die Hemacolor-Färbung häufiger verwendet wird.

## Ergebnis

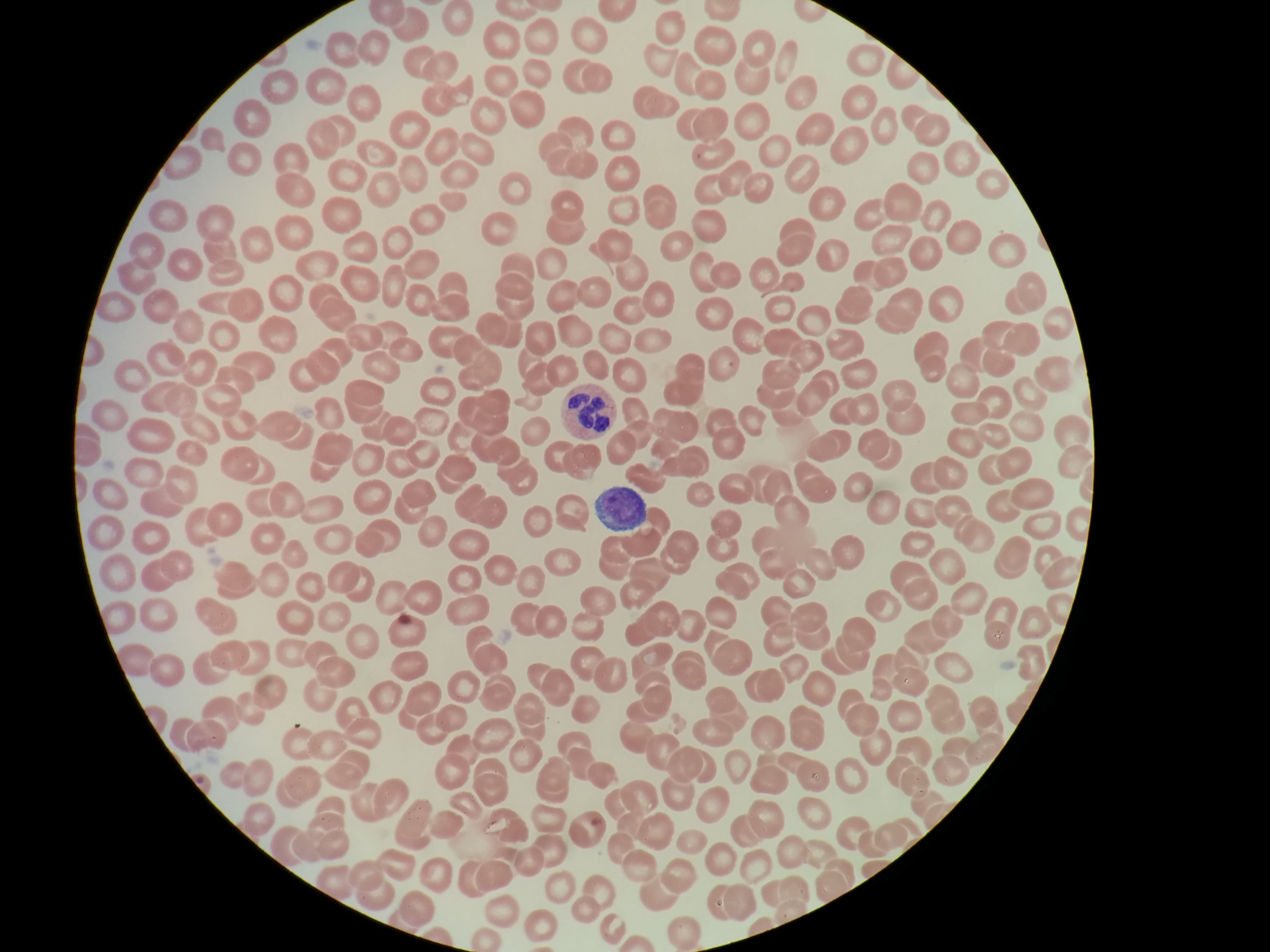
Blutausstrich nach Pappenheim gefärbt. Sichtbar sind viele Erythrozyten, oberhalb der Mitte ein Neutrophiler, darunter ein Lymphozyt.

Die verschiedenen zellulären und humoralen (flüssigen) Bestandteile des Blutes sind unter dem Lichtmikroskop in unterschiedlicher Einfärbung zu erkennen.
| Blutbestandteil                                   | Einfärbung                |
| ------------------------------------------------- | ------------------------- |
| Erythrozyten                                      | rosa                      |
| Kerne der Leukozyten und kernhaltige Erythrozyten | rotviolett                |
| Eosinophile Granula                               | ziegelrot bis rotbraun    |
| Basophile Granula                                 | dunkelviolett bis schwarz |
| Neutrophile Granula                               | hellviolett               |
| Zytoplasma der Lymphozyten                        | hellblau                  |
| Monozytenplasma                                   | graublau                  |